# Vaniel Sirin
Vaniel Sirin (sinh ngày 20 tháng 10 năm 1989 ở Delmas, Haiti) là một cầu thủ bóng đá người Haiti thi đấu cho Sheikh Jamal Dhanmondi Club ở Bangladesh League.

## Sự nghiệp
Sirin thi đấu cho Đội tuyển bóng đá quốc gia Haiti tại Cúp Vàng CONCACAF 2009, nơi anh ghi 1 bàn trong trận đấu vòng bảng trước Hoa Kỳ.